# 超达
超达，又称斯特拉塔，是一家跨国公司，2013年5月2日被嘉能可公司收购。
超达曾是世界上最大的矿业和金属公司之一，是七种大宗商品的主要生产商，生产的矿物和金属用于建筑、输电和研发飞机引擎和手机等多个行业。超达在全球超过20个国家设有运营机构，雇用大约七万名员工。
超达拥有五个主要商品业务和一个技术业务曾在伦敦证交所，以及瑞士证交所上市，市值560亿美元。公司获2011/12道琼斯可持续发展指数采矿行业领先者和超级行业领先者称号。

## 运营
超达的主营业务包括超达煤业、超达铜业、超达镍业、超达合金、超达锌业以及超达科技。
超达于2012年7月12日在上海正式设立办公室。这是超达在中国大陆的首个正式办公室，公司注册名称为“超达商务服务有限公司” 。该办公室主要协助公司从中国以及其他亚洲国家采购高质量的采矿设备，为其煤业、铜业和镍业在全球的运作服务。
除了上海办公室，超达在北京还设有超达科技(北京)有限公司，而超达的合金业务在香港设有办公室。

## 与嘉能可的关系
据报道，嘉能可是超达市场推广的合作伙伴。2006年，嘉能可的高层Willy Strothotte和Ivan Glasenberg进入了超达公司董事会，后者还担任董事长。据星期日泰晤士报报道，嘉能可持有超达40%的股份，并任命Mick Davis 担任超达公司CEO。
2012年6月，继嘉能可和超达此前宣布的并购后，由于股东反对向公司高管支付巨额薪酬，双方开始重新考虑合并后的留任方案。在原计划下，73名核心高管将可获得共计1.7亿英镑的留任薪酬。
2012年7月，超达宣布，原本计划在2012年7月12日举行的股东大会推迟至2012年9月7日，股东将在此次大会上投票表决超达和嘉能可并购交易的细节。

2012年9月10日，在原本计划的股东大会召开前一日，嘉能可向超达发出最终要约。根据公告，嘉能可将以每3.05股嘉能可股票换取1股超达股票。超达现任CEO Mick Davis将继续留任半年，然后向嘉能可的Ivan Glasenberg交棒。这笔交易将维持其现有结构，新的董事会成员将来自两家公司。
2012年10月1日，超达董事会发表声明，表示准备向股东推荐嘉能可最终要约。。嘉能可随后即正式通知欧盟委员会，欧盟反垄断委员会将于2012年11月8日就是否批准该笔交易金额高达330亿美元的并购交易做出决定。
2012年11月20日，超達獲當局批准和嘉能可合併交易。